# Що приховує брехня (фільм, 2000)
«Що приховує брехня» (англ. What Lies Beneath) — містичний трилер Роберта Земекіса.

## Сюжет
В центрі сюжету — подружжя Нормана та Клер Спенсерів, які живуть разом в затишному будиночку. Але одного разу Клер починає відчувати присутність молодої дівчини, а точніше — її привида.
Намагаючись зрозуміти що з нею відбувається, Клер виявляє, що вона вступила в контакт зі зниклою школяркою Медісон Френк, у якої викладав її чоловік Норман. Медісон зникла при загадкових обставинах і розслідування Клер змушує жінку зовсім по іншому подивитись на власного чоловіка…

## В ролях
| Актор           | Роль                   |
| --------------- | ---------------------- |
| Гаррісон Форд   | доктор Норман Спенсер  |
| Мішель Пфайффер | Клер Спенсер           |
| Дайана Скаруід  | Джоді (подруга Клер)   |
| Міранда Отто    | Мері Ф'юр              |
| Джеймс Ремар    | Воррен Ф'юр            |
| Кетерін Таун    | Кейтлін Спенсер        |
| Венді Крюсон    | Олена                  |
| Ембер Валлетта  | Медісон Елізабет Френк |
| Рей Бейкер      | доктор Стен Пауел      |